# دانييل نيستور
دانييل مارك نيستور (بالصربية: Данијел Нестор, Danijel Nestor) ولد في 4 سبتمبر 1972، في بلغراد، يوغوسلافيا، هو لاعب كرة مضرب صربي كندي من تورونتو، أونتاريو.
منذ بداية مسيرته في عالم الكرة الصفراء فاز في 69 لقب في زوجي الرجال، منها الميدالية الذهبية في دورة الألعاب الاوليمبية عام 2000، وكأس الماسترز للتنس، و6 بطولات في الجراند سلام، بالإضافة إلى ذلك فاز نيستور في نهائي الزوجي المختلط لبطولة أستراليا المفتوحة 2006 مع اللاعبة ايلينا ليخوفتسيفا، وقد استطاع نيستور الوصول إلى التصنيف الأول على العالم في رابطة محترفي كرة المضرب في الزوجي في 19 اغسطس 2002.